# Sovreménnik
El Contemporáneo (en ruso Современник, Sovreménnik) fue una revista literaria rusa publicada entre 1836 y 1866.

## Descripción
Publicada en San Petersburgo, fue fundada por Pushkin en 1836, quien la editó durante su primer año, el quinto número ya aparecería tras la muerte de este, momento en que pasaría a ser controlada por Piotr Pletniov y, alrededor de una década después, por Nikolái Nekrásov, quien la adquirió en 1846 junto a Iván Panáiev. Este cambio de manos dio paso al periodo de mayor esplendor de la revista.
De ideología occidentalizante y democrática, experimentaría en su última década un viraje hacia el radicalismo. En sus páginas aparecieron textos de autores como Maxim Antonóvich, Nikolái Dobroliúbov, Nikolái Chernyshevski, Iván Goncharov, Iván Turguénev y León Tolstói, entre otros. Cesó en 1866.

## Obras publicadas

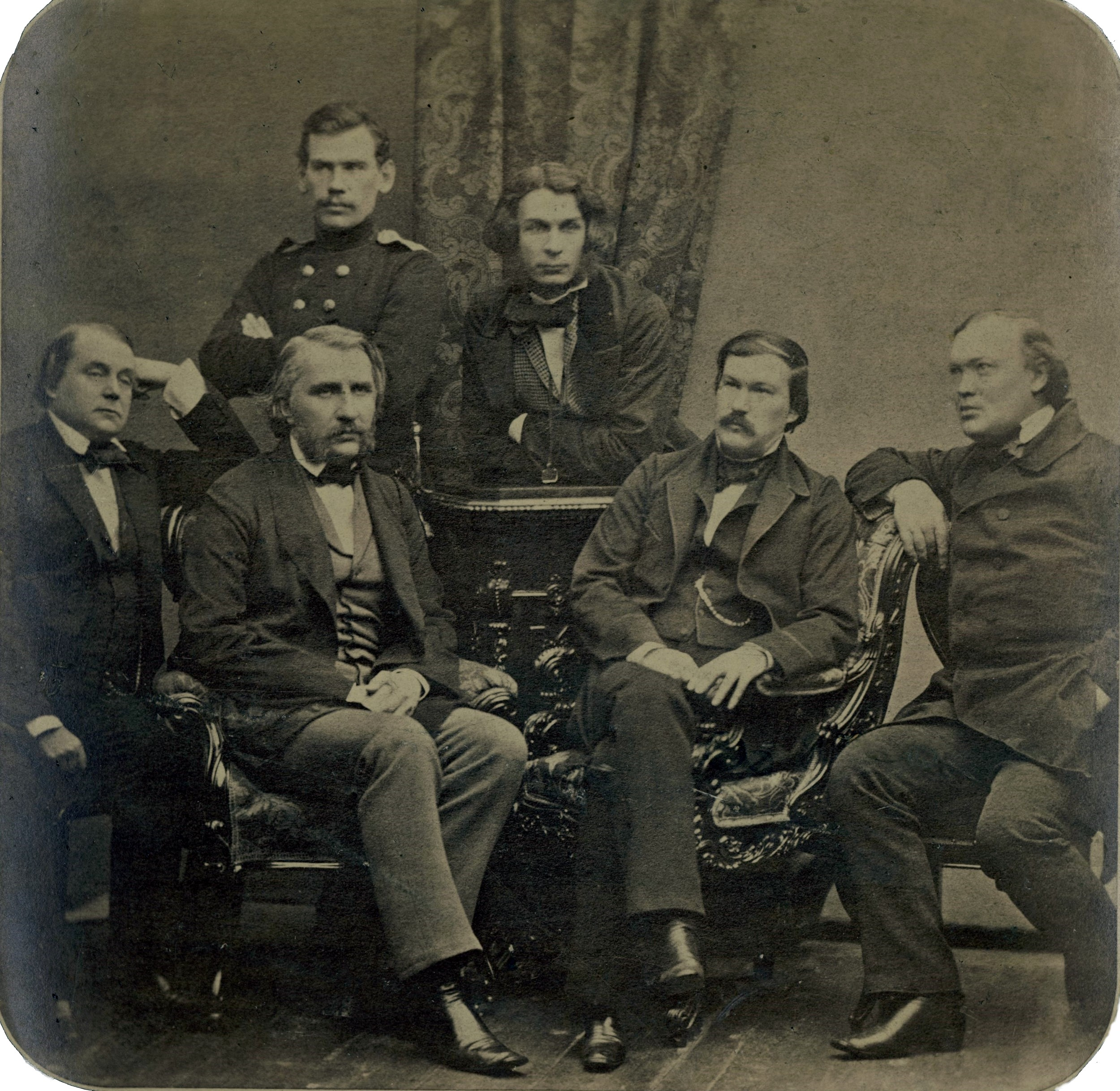
Colaboradores de El Contemporáneo en 1856. De izquierda a derecha; de pie: León Tolstói y Dmitri Grigoróvich; sentados: Iván Goncharov, Iván Turguénev, Aleksandr Druzhinin y Aleksandr Ostrovski.

En las páginas de la revista aparecieron publicadas novelas y relatos como:
- Aleksandr Pushkin
  - La hija del capitán (1836)[6]
- Nikolái Gogol
  - La nariz (1836)[7]
- Iván Goncharov
  - Una historia corriente (1847)[8]
  - «El sueño de Oblómov» (1849)[9][nota 1]
- León Tolstói
  - Infancia (1852)
  - Adolescencia (1854)
  - Juventud (1857)
- Iván Turguénev
  - Relatos de Memorias de un cazador (se comenzaron a publicar en 1847)[10]
  - El prado de Bezhin (1851)[11]
  - Rudin (1856)[12]
- Nikolái Chernyshevski
  - ¿Qué hacer? (1863)[13]

## Referencias

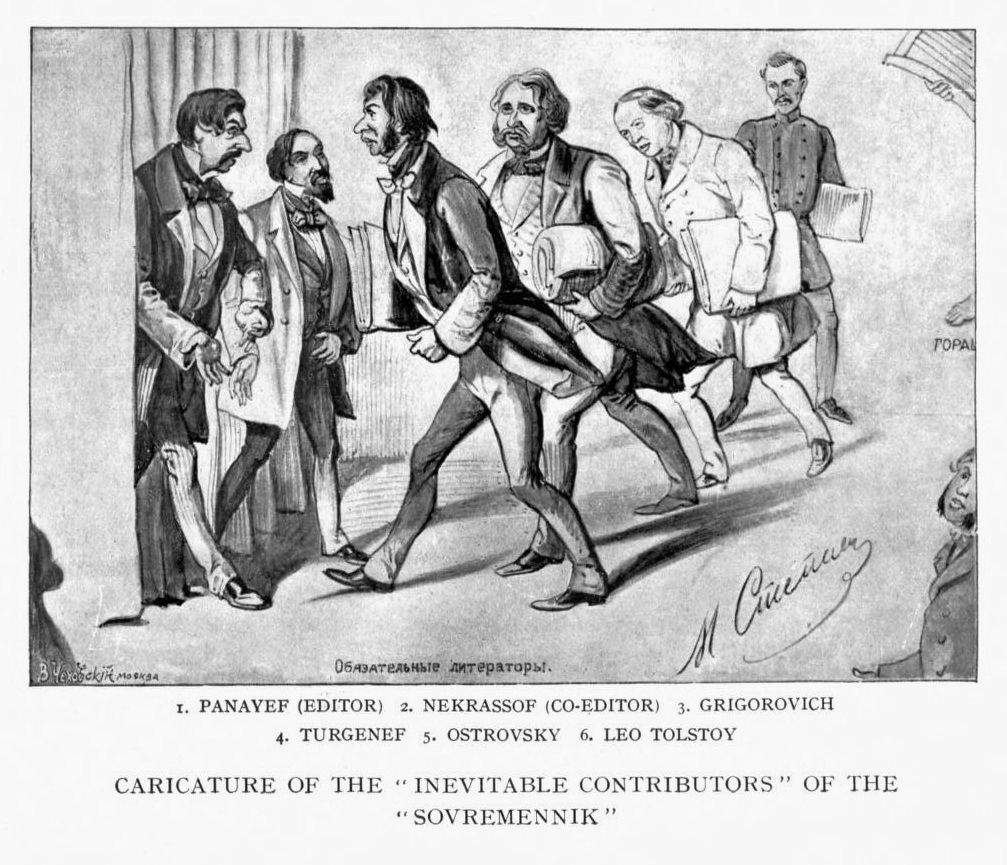
Caricatura de varios colaboradores de El Contemporáneo